# Adolphe Rivet
Pour les articles homonymes, voir Rivet (homonymie).
Léonard Adolphe Rivet né à Varetz (Corrèze) le 30 juillet 1855 et mort à Gentilly (Seine) le 8 novembre 1925 est un sculpteur et médailleur français.

## Biographie
Adolphe Rivet est le fils de Jean Rivet et de Jeanne Labadie. Il est élève des sculpteurs Jules Cavelier, Hubert Ponscarme et Oscar Roty à l'École des beaux-arts de Paris.
Il expose au Salon des artistes français avec mention honorable en 1888 et une médaille de deuxième classe en 1908.
En 1893, il réside au 18, rue Lafouge à Gentilly.

## Œuvres

### Œuvres dans les collections publiques
- Gentilly, place Henri Barbusse : Monument aux morts, 1922, bronze[3]
- Mussidan :
  - Monument au général Beaupuy, 1897, statue en bronze, envoyée à la fonte en 1943 dans le cadre de la mobilisation  des métaux non ferreux[4] ;
  - Monument au Félibre Chastanet, 1905, buste en bronze, envoyé à la fonte en 1942[5].
- Périgueux :
  - Statues de Daumesnil, Fénelon et Montaigne à Périgueux[1]. Ces statues ont été fondues pendant la Seconde guerre mondiale.
  - cimetière du Nord : Louis Mie, médaillon en bronze[1].
  - École normale des garçons : Monument aux morts, 1921[1].
  - jardin des Arènes : Jeune Bacchante, 1888[1], statue en bronze, envoyée à la fonte en 1942[6].
  - musée d'Art et d'Archéologie du Périgord :
    - Le Baron Jules de Verneilh-Puyraseau, buste en marbre[1] ;
    - Jehan de Chelles, statue en acajou et buis[1].
- Razac-sur-l'Isle, place Roger Gauthier, sur le mur de l'église : Lagrange-Chancel, 1910, médaillon en bronze[7].

Œuvres d'Adolphe Rivet
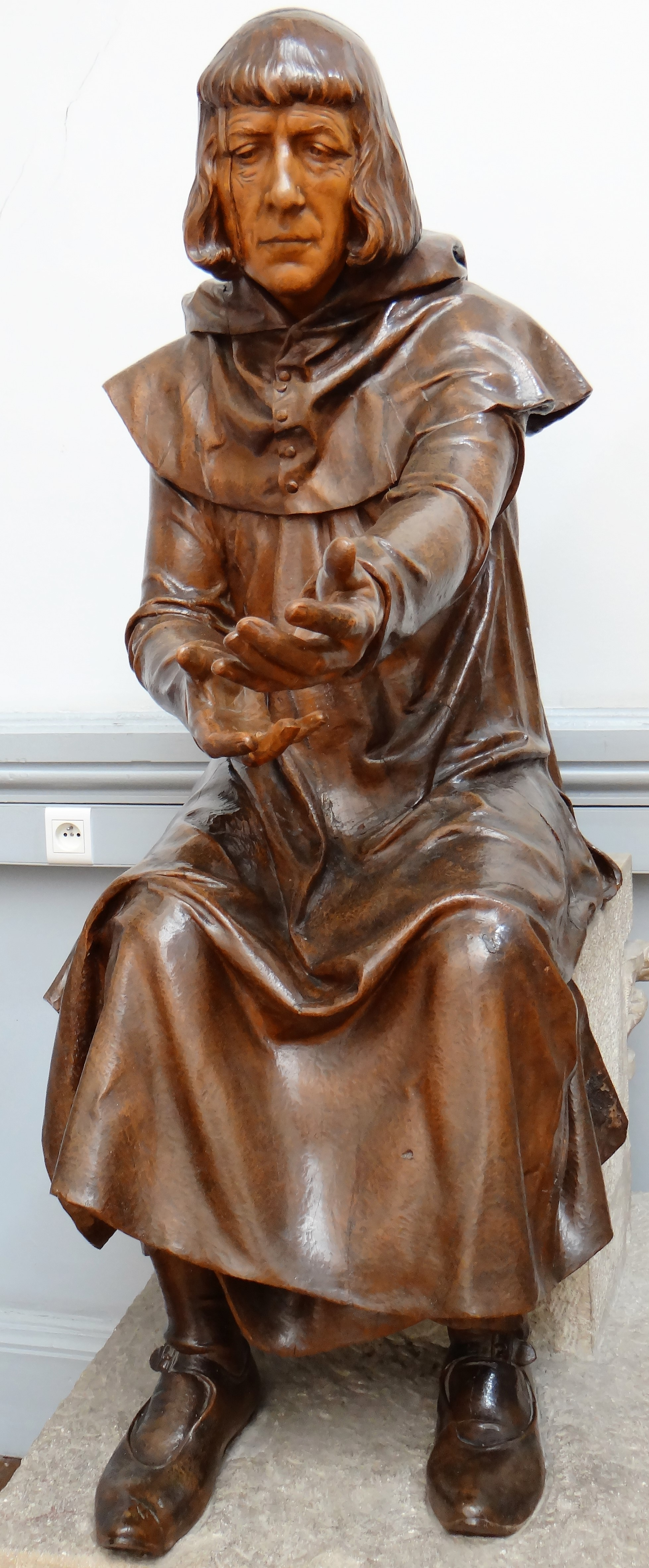
Jehan de Chelles, Périgueux, musée d'Art et d'Archéologie du Périgord.
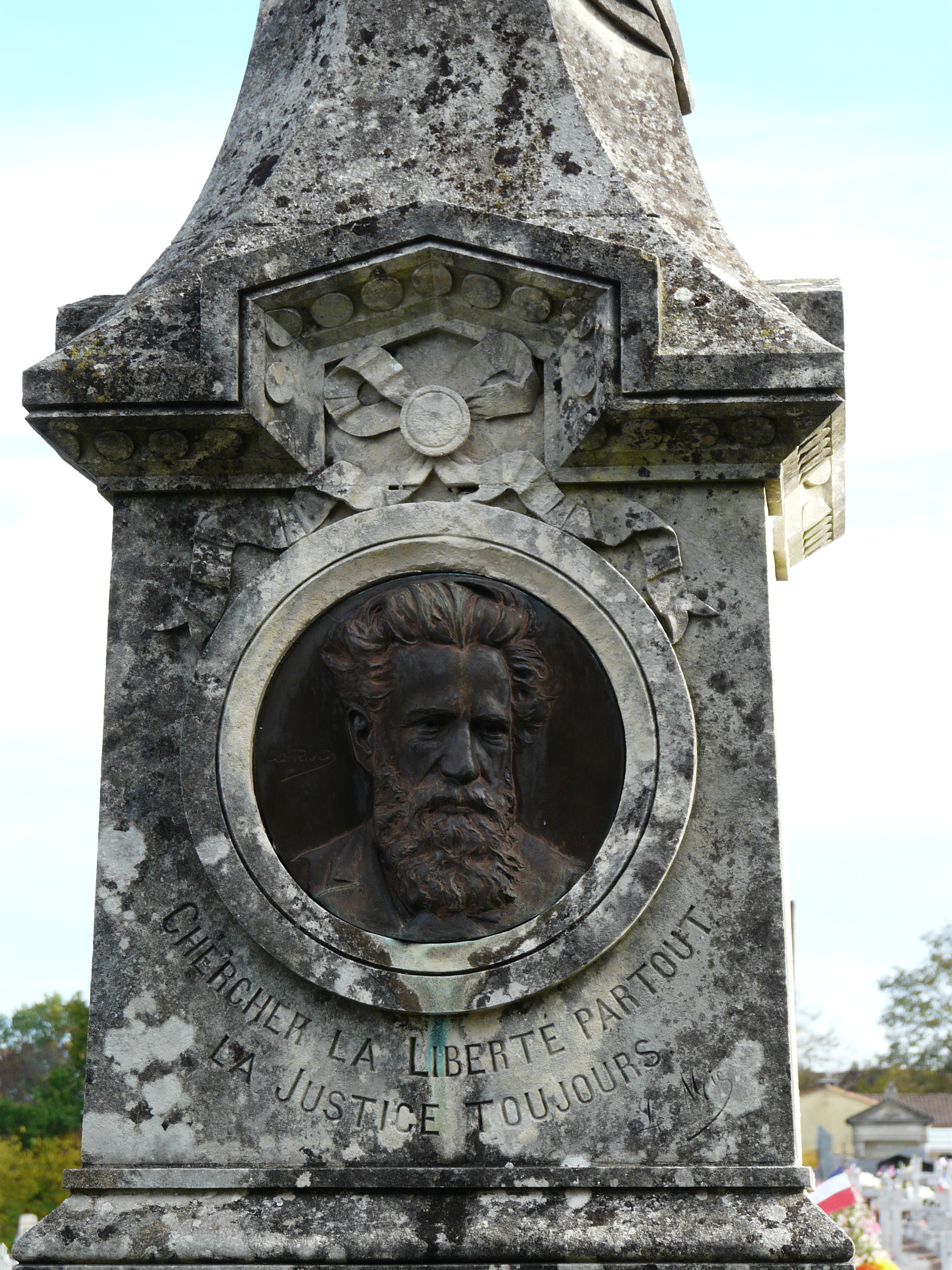
Louis Mie, médaillon, Périgueux, cimetière du Nord.

### Médailles
- Ville de Charenton-le-Pont, Prœdidium et decus, médaille en bronze, existe également en bronze doré, diamètre 50 mm, 53 gr.
- Union Syndicale des Tissus, Matières Textiles et Habillement, médaille en argent, diamètre 36 mm.
- Ville de Charenton-le-Pont, Prœsidium et decus, médaille en bronze. 49 mm, 52 gr.

Médailles gravées par Adolphe Rivet
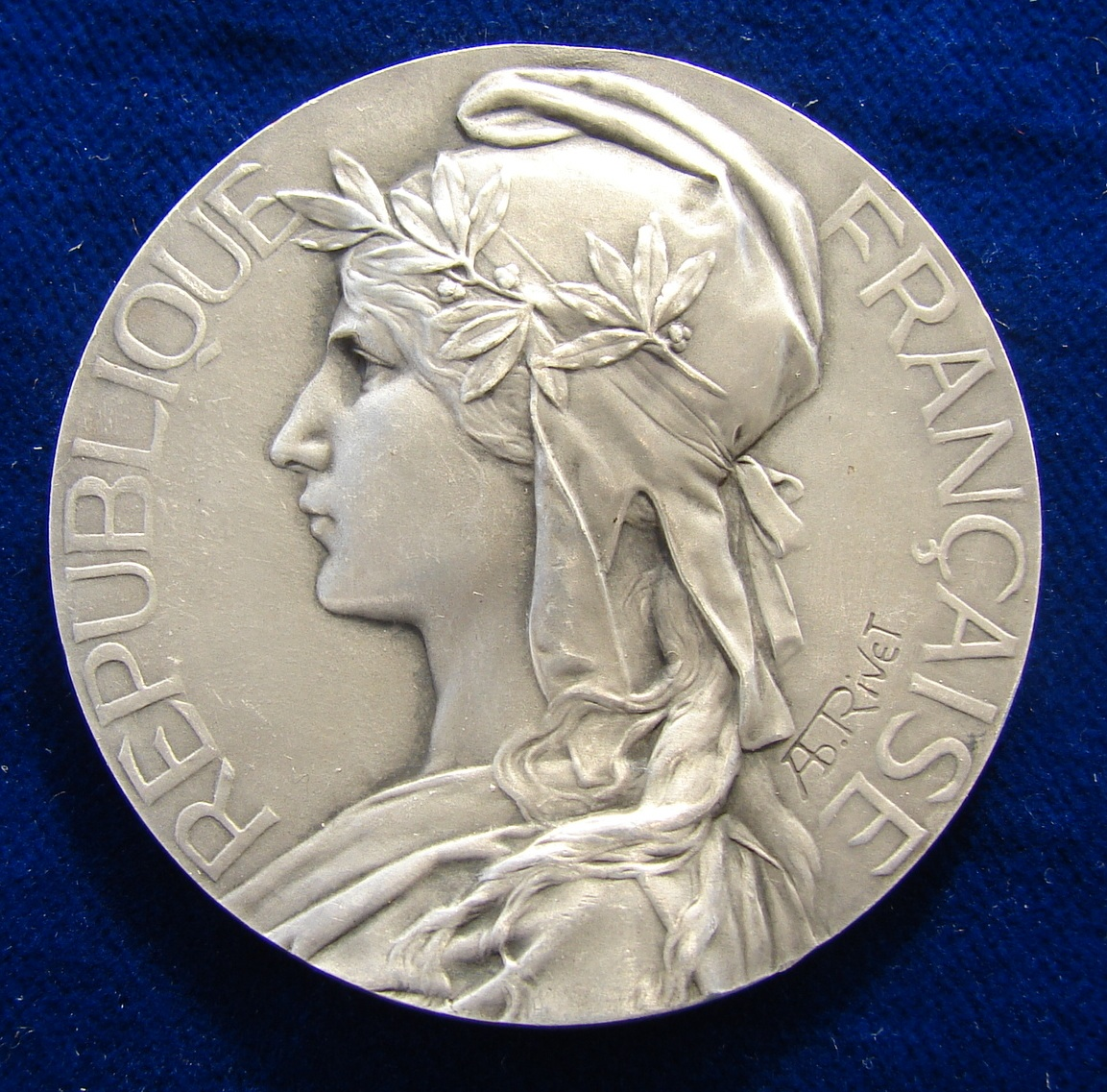
Marianne, médaille en bronze argenté, 50 mm, poinçon corne.
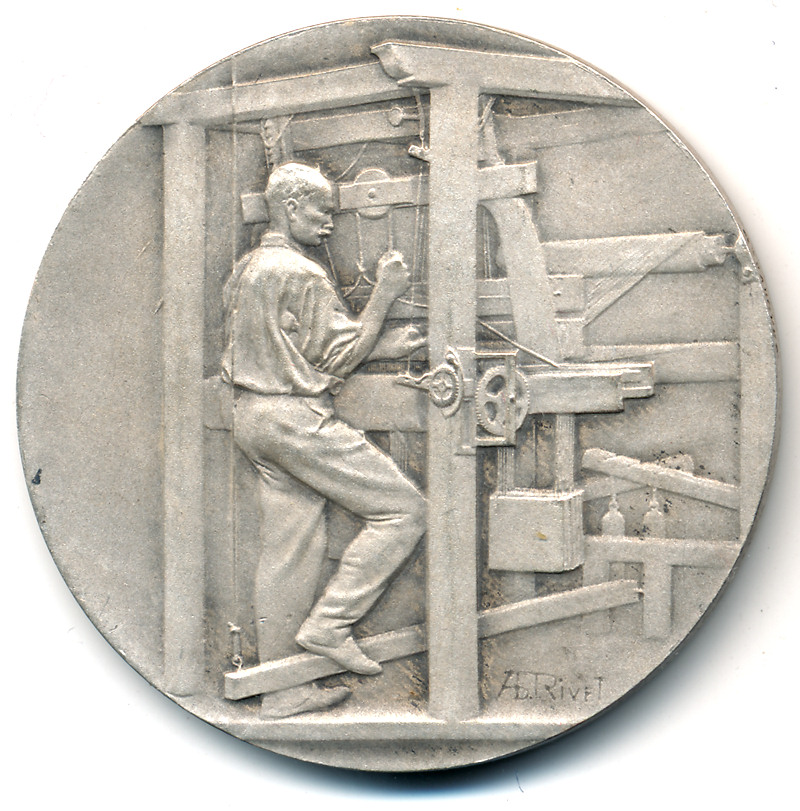
Union Syndicale des Tissus, Matières Textiles et Habillement, médaille en argent, 36 mm, avers.
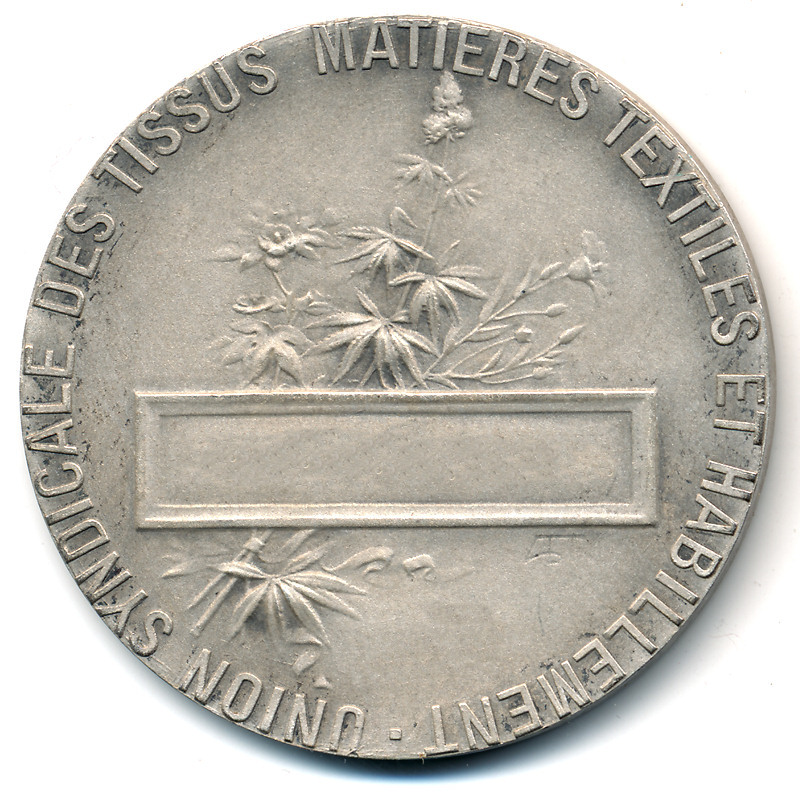
Union Syndicale des Tissus, Matières Textiles et Habillement, médaille en argent, 36 mm, revers.
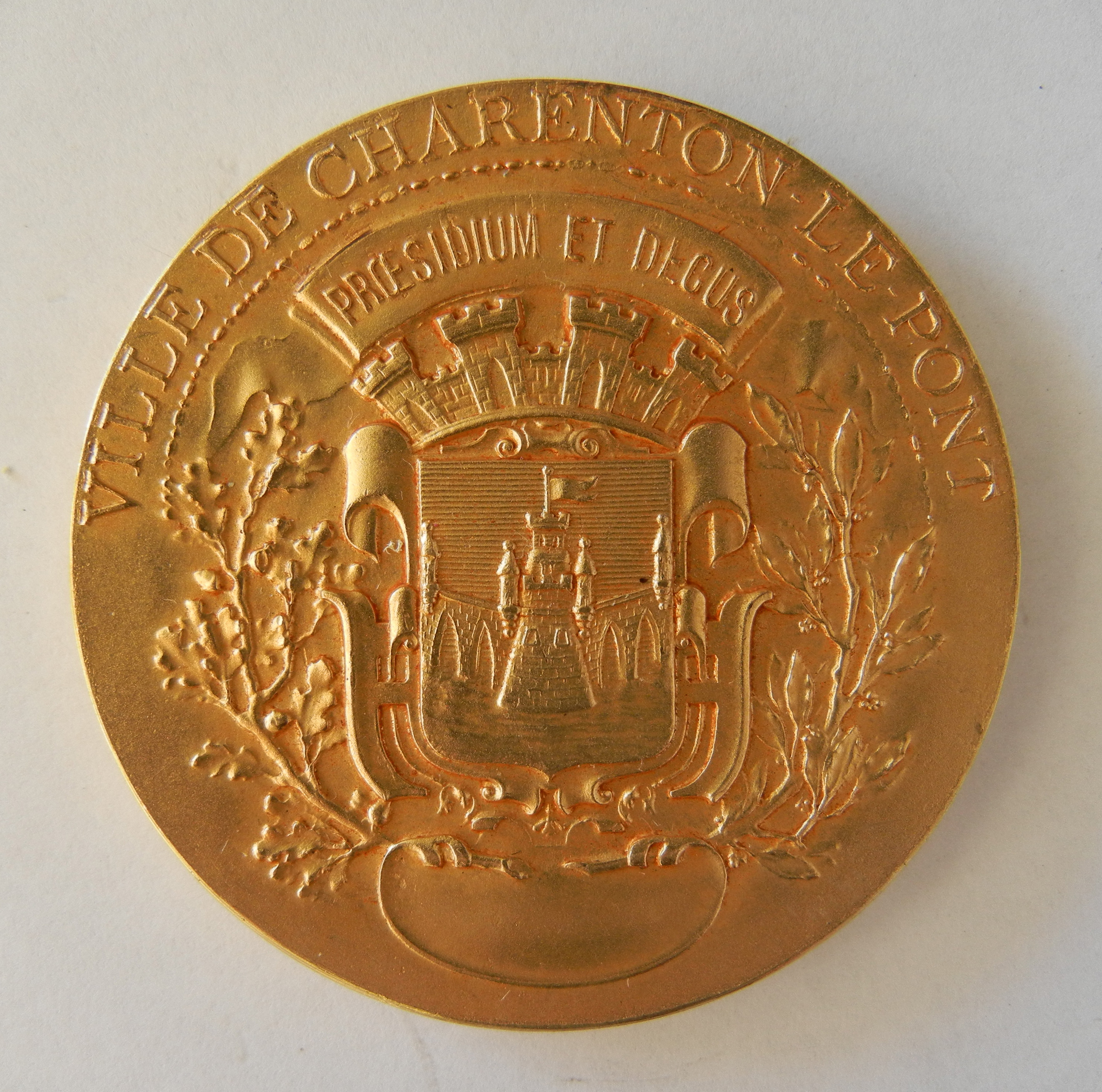
Ville de Charenton-le-Pont, Prœsidium et decus, médaille en bronze, 49 mm, 52 gr, avers.
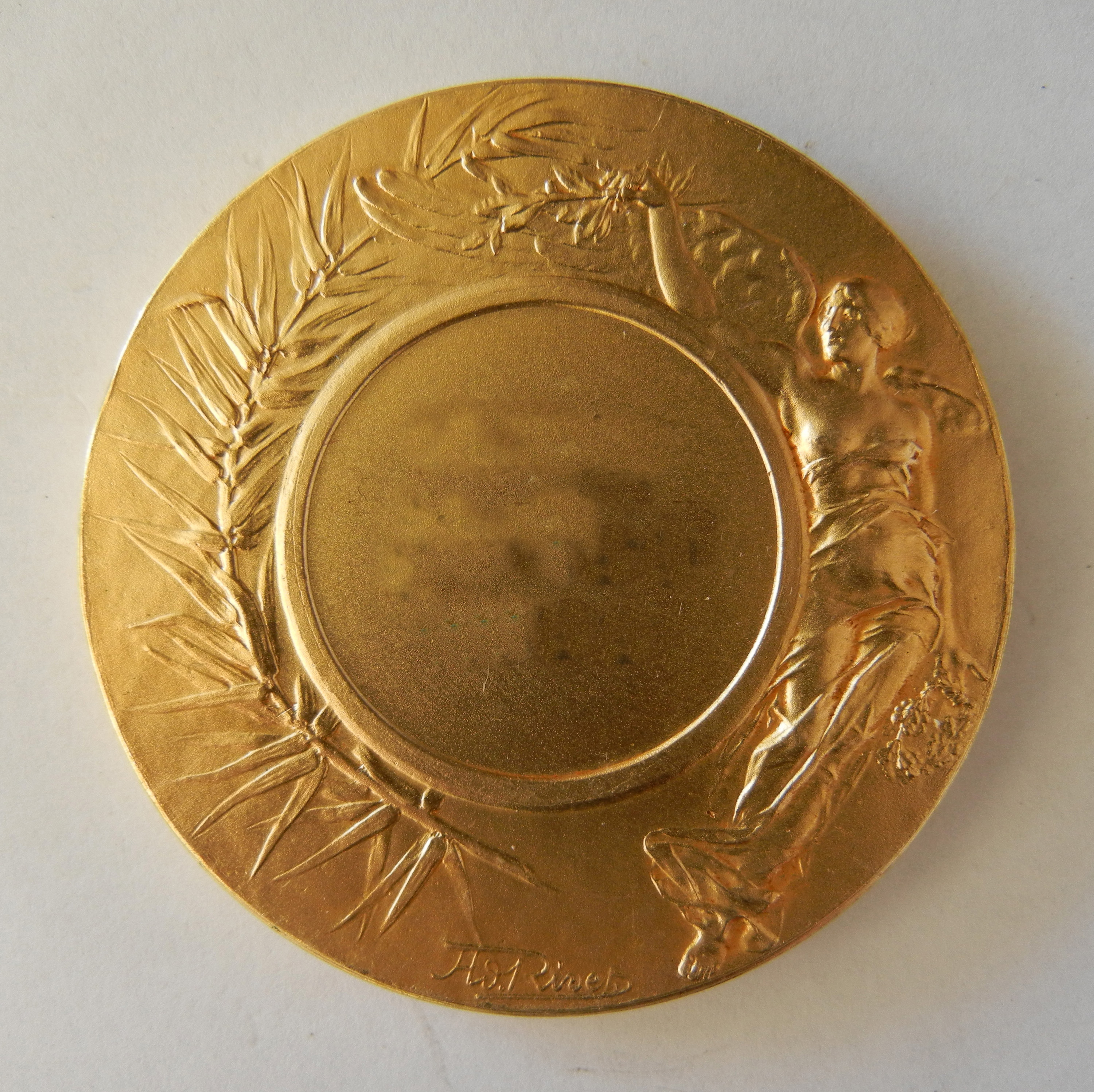
Ville de Charenton-le-Pont, Prœsidium et decus, médaille en bronze, 49 mm, 52 gr, revers.
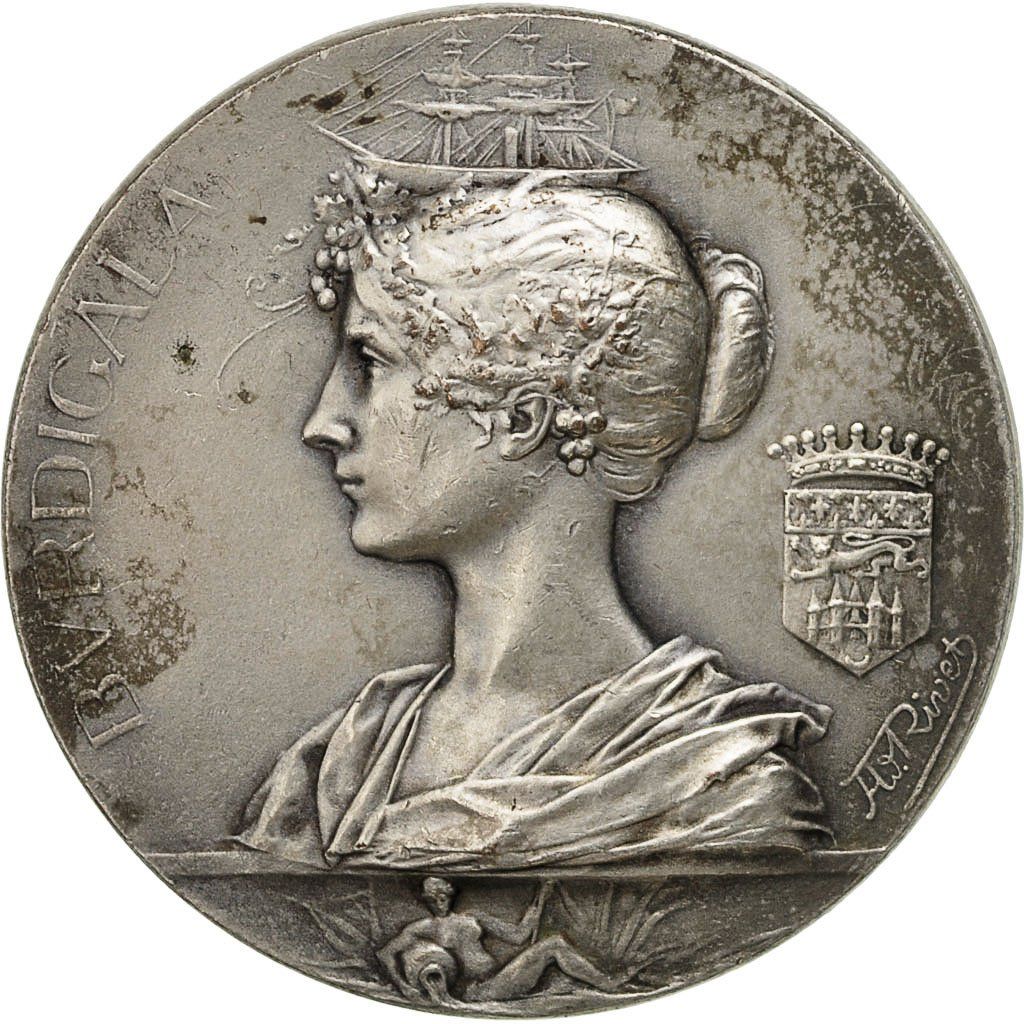
XIIIe Exposition de Bordeaux (1895), avers (« Burdigala »).
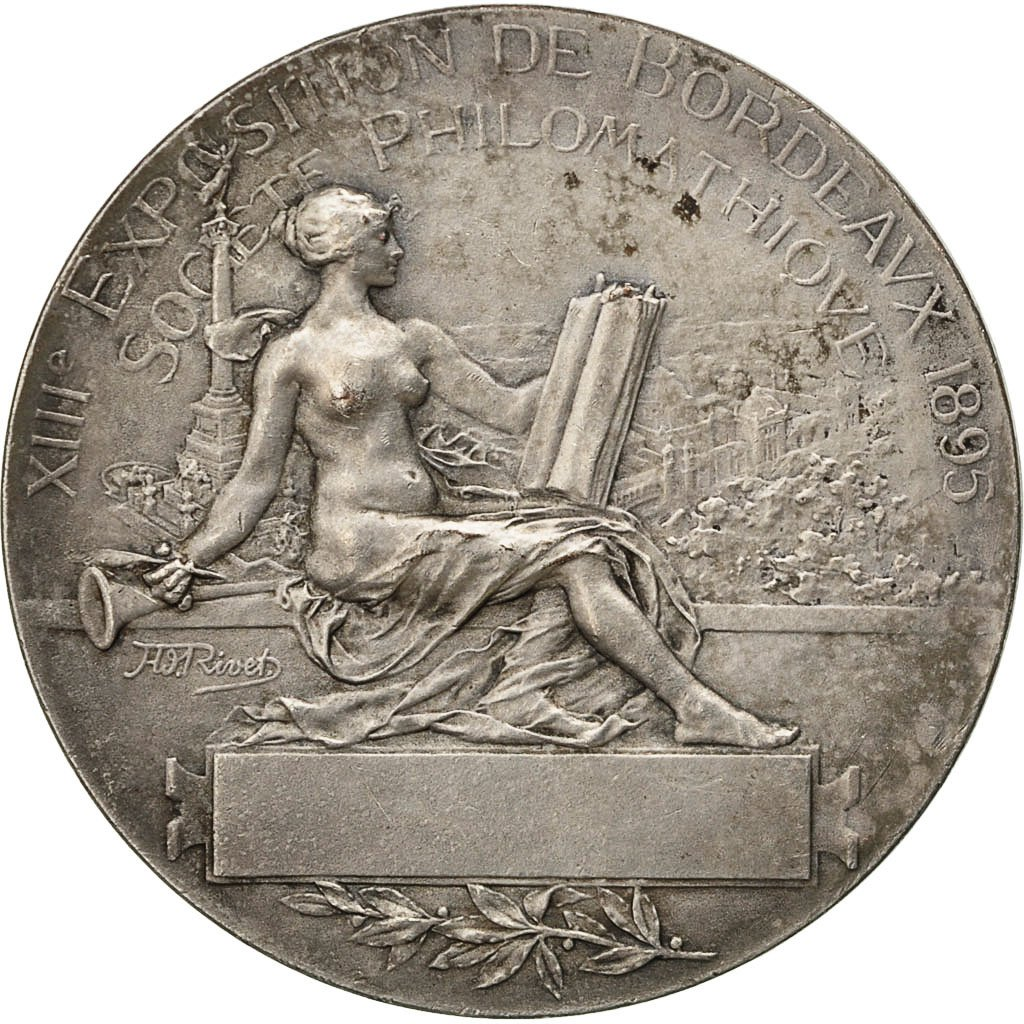
XIIIe Exposition de Bordeaux (1895), revers (« Société philomatique »).
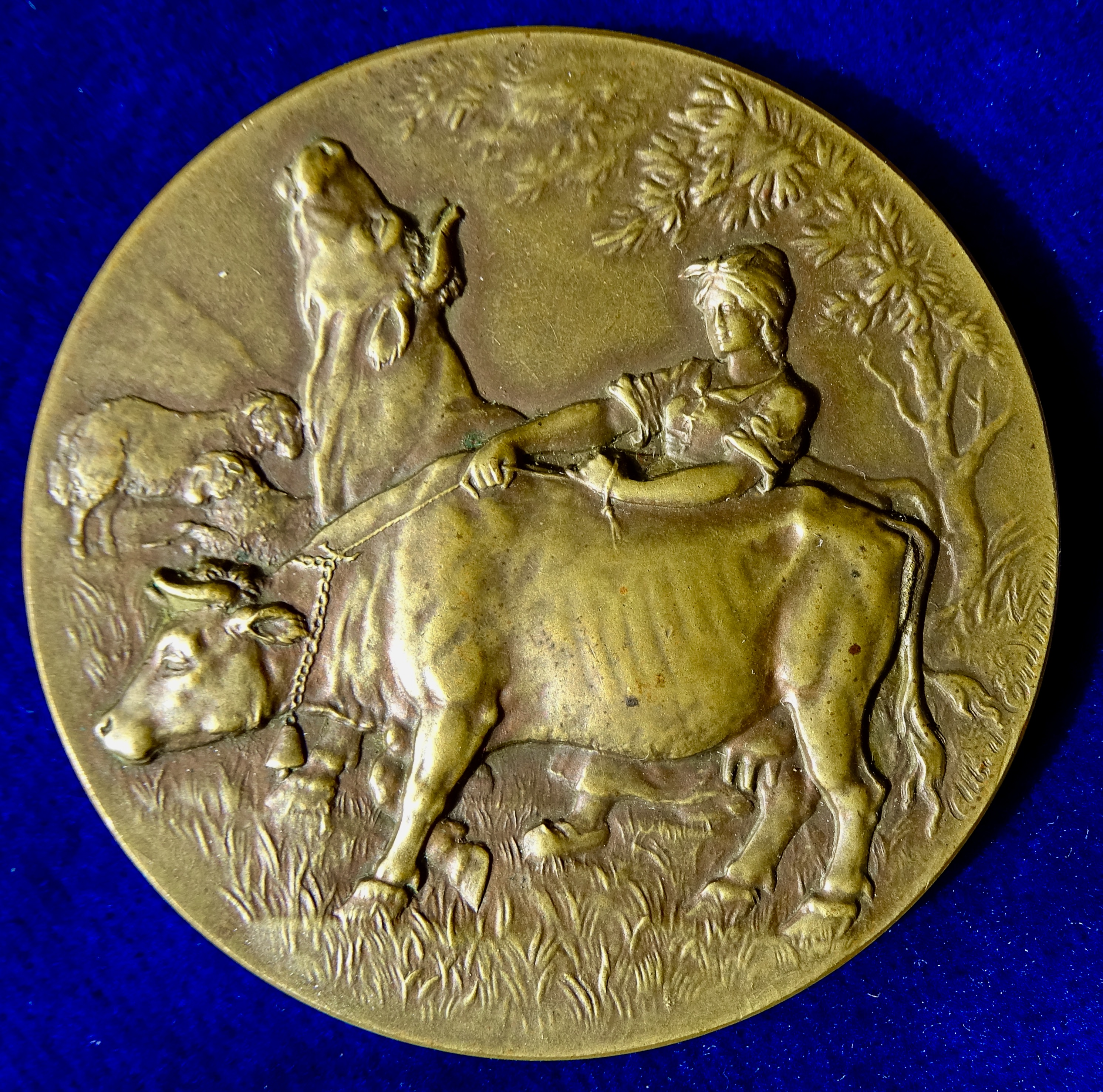
Médaille du mérite agricole, bronze, 50 mm, avers.
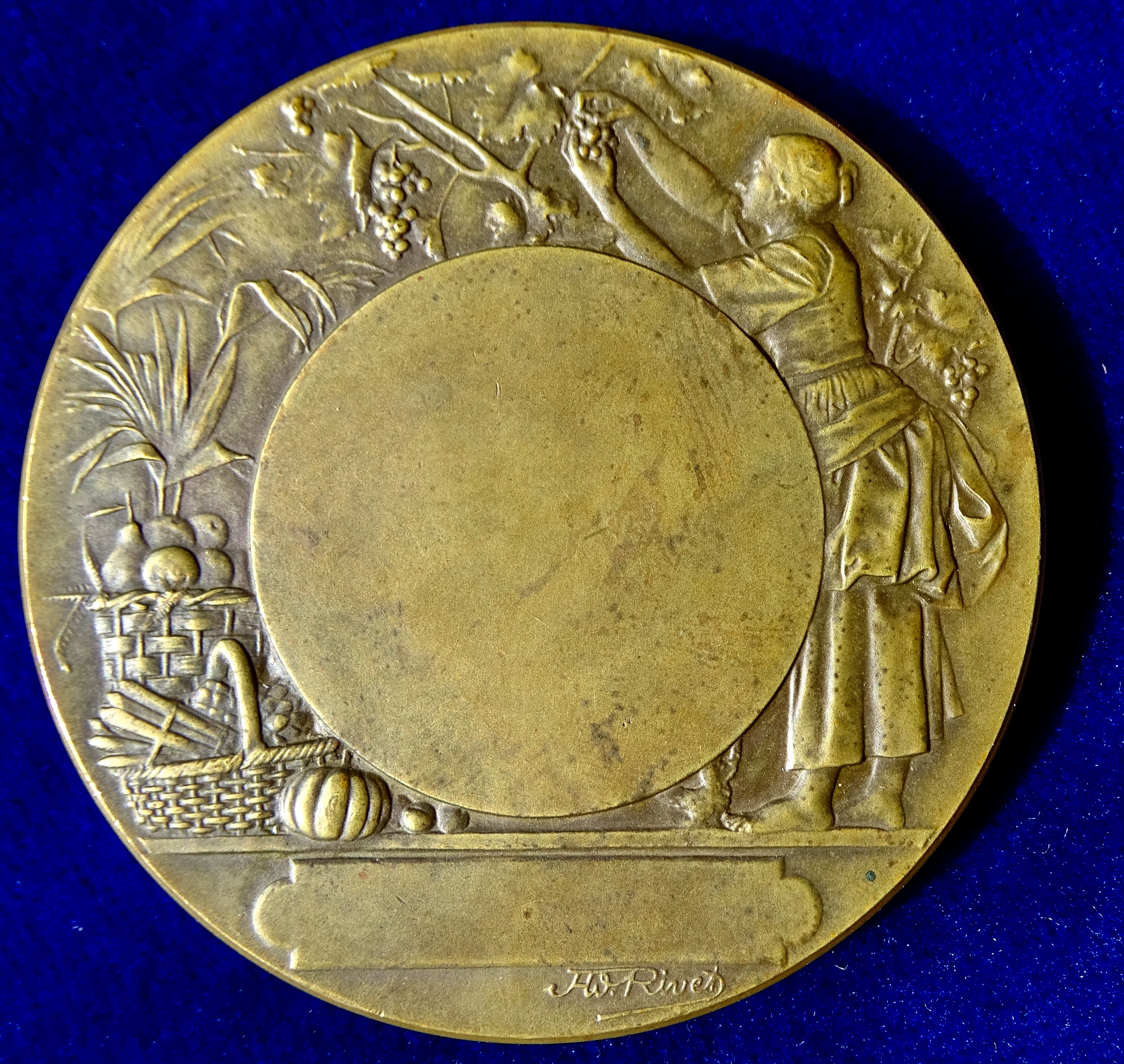
Médaille du mérite agricole, revers.